# Rekuperace

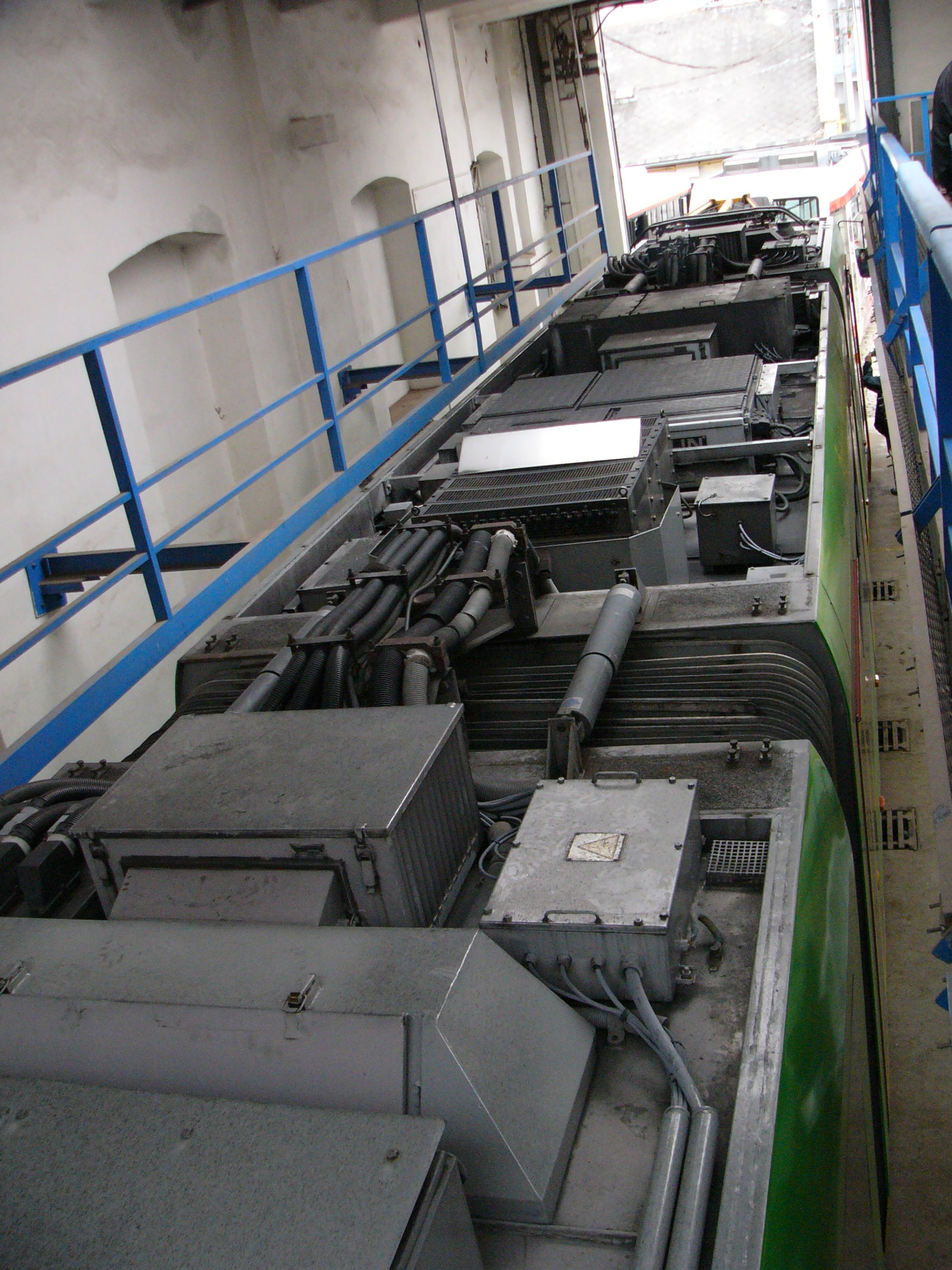
Střecha tramvaje Škoda 03 T s elektrickou výzbrojí ELIN umožňující rekuperaci

Rekuperace je proces přeměny kinetické energie dopravního prostředku zpět na využitelnou elektrickou energii při brzdění.

Při rekuperaci pracuje hnací elektromotor v generátorovém režimu a získaná energie je vracena do napájecí sítě, eventuálně ukládána do akumulátorů nebo jiných zásobníků energie (setrvačník, superkapacitor).

## Využití rekuperace
Úspora energie se nejvíce projeví především tam, kde dochází k častému zpomalování, zastavení a následným rozjezdům vozidla, na dlouhých spádech, kde je potřeba udržovat konstantní rychlost, a u vozidel s limitovanou zásobou použitelné energie (akumulátorová vozidla). 

Ke stabilním zařízením využívajícím výhod rekuperace patří zejména výtahy, zdvihadla a eskalátory poháněné třífázovými asynchronními motory, které při překročení synchronních otáček samovolně přecházejí do režimu generátoru a nepotřebují další regulační členy k udržení (víceméně) konstantních otáček.

## Rekuperace vozidel v třífázové napájecí soustavě
Technicky nejjednodušší je rekuperační brzdění v třífázové napájecí soustavě. Princip je stejný, jako u výše zmíněných pevných zařízení. Pohon vozidel obstarávají asynchronní trakční motory. Rychlost vlaku je zde dána frekvencí napájecí soustavy, počtem pólů v motoru a trakčním převodem. Pokud se na klesání zvýší rychlost vlaku tak, že otáčky motoru přestoupí synchronní otáčky, moment motoru se z principu změní na záporný. Toto rekuperační brzdění lze využívat pouze pro regulaci rychlosti, nikoli pro zastavení.
Třífázová napájecí soustava byla velmi oblíbená u ozubnicových drah, kde přežívá dodnes právě z důvodu jednoduchého a bezpečného způsobu regulace rychlosti na spádu.

## Rekuperace vozidel na soustavě 15 kV 16 2/3 (16,7) Hz
Další napájecí soustavou, kde byla prakticky od počátků rekuperace využívaná, je soustava se sníženou frekvencí – nejčastěji 15 kV 16 2/3 Hz, ale využívají se i jiná napětí (11 kV na úzkorozchodných drahách) i frekvence (25 Hz v USA). Z hlediska rekuperace se tato síť jeví jako nejvýhodnější. Celá síť – od elektráren přes napájecí vedení velmi vysokého napětí až po trakční vedení (s výjimkou některých úseků napájených jinými zdroji) – je jednofázová a propojená, odpadají proto problémy s neutrálními poli při střídání fází. Je zde téměř 100% jistota odebrání rekuperované energie, vozidla proto nemusí být vybavena brzdovými odporníky. Pokud by výjimečně došlo k výpadku, je zde jako záložní brzda pneumatická. Snížená frekvence snižuje i ztráty ve vedení, dráhy mají vlastní napájecí síť, takže zde nejsou ani obchodní překážky.

### Počátky a vývoj rekuperace ve Švýcarsku
Jedinou zemí, kde byla rekuperace využívána prakticky od počátků elektrického provozu, bylo Švýcarsko. Pokud již Německo nebo Rakousko vybavilo některou lokomotivní řadu elektrodynamickou brzdou, jednalo se zpravidla o brzdu odporovou. Výjimkou byla lokomotiva BBÖ 1082.001 s rotačním měničem.

#### Behn-Eschenburgovo zapojení

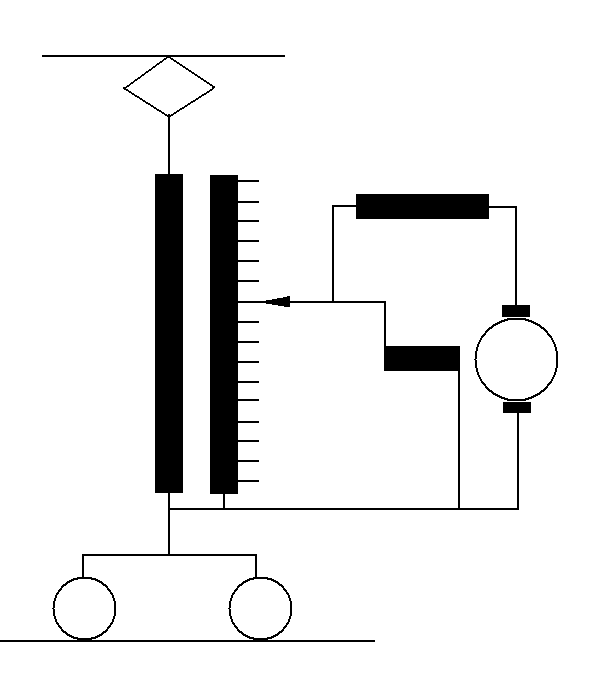
Behn-Eschenburgovo zapojení

Autorem tohoto zapojení je švýcarský konstruktér Hans Behn-Eschenburg, jeden z propagátorů snížené frekvence pro napájení železnic. Toto zapojení bylo použito ve 20. a počátkem 30. let na lokomotivách Ce6/8II, Ce6/8III a Ae 4/7. Zapojení je velmi jednoduché – buzení motoru je zapojeno na transformátor. Kotva motoru, ve které je indukováno napětí fázově posunuté cca o 90°, je k transformátoru připojena přes mohutnou tlumivku. Toto provedení má měrnou hmotnost cca 9, u některých vozidel až 3,6 kg/kW. Také účiník je poměrně nízký – 0,5 – 0,7. Výkon brzdy stačí pro udržení rychlosti samostatně jedoucí lokomotivy na gotthardské rampě. Výhodou je moment téměř nezávislý na otáčkách motoru, a to až do zastavení. Pokud se brzda v okamžiku zastavení neodpojí, vozidlo začne couvat.

#### Zapojení s budícím motorem

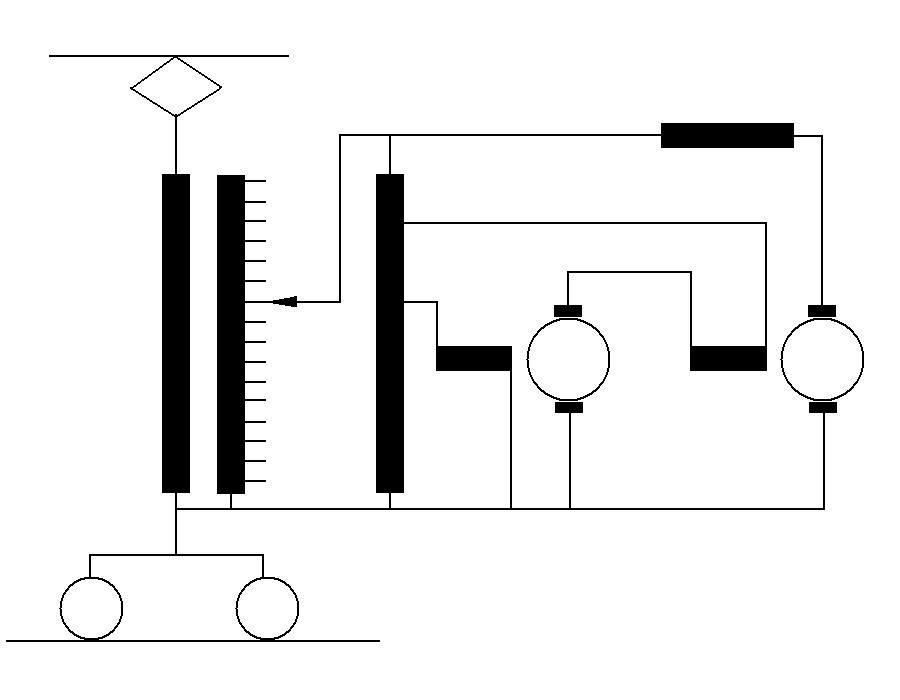
Zapojení s budícím motorem

Toto zapojení vzniklo kombinací dvou Behn-Eschenbergových zapojení. Jeden z motorů – budící – má své buzení napájené z pomocného transformátoru a sám využívá vinutí druhého motoru jako vlastní brzdovou tlumivku. Druhý motor dodává energii přes tlumivku na trakční transformátor a do napájecí soustavy. Nevýhodou tohoto zapojení je nerovnoměrné zatížení obou motorů. Toto zapojení bylo použito na lokomotivách dodávaných od 40. do 70. let. Měrná hmotnost je zde nižší – 2,3 – 1,1 kg/kW, účiník se uvádí 0,73 – 0,83. Toto zapojení je použité např. na řadách Re 4/4 II a III. Tyto lokomotivy mají jeden motor budící a tři brzdící. Brzdný výkon dosahuje až 1/3 výkonu trakčního.

#### Rezonanční zapojení

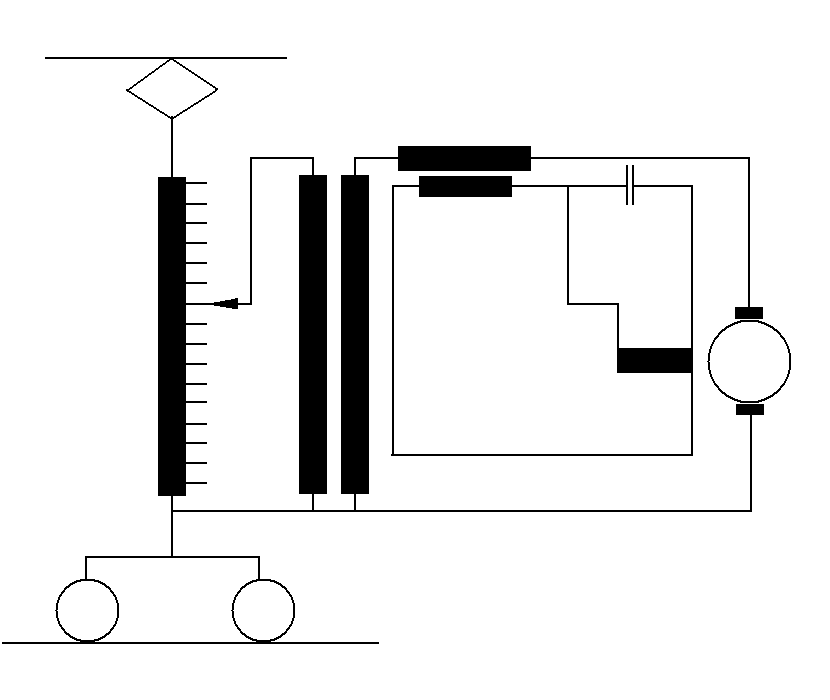
Rezonanční zapojení

V tomto zapojení tvoří budící vinutí s kondenzátorem rezonanční obvod naladěný na napájecí frekvenci. Obvod je napájen přes pomocné vinutí na brzdové tlumivce. Toto zapojení je použité na řadě Re 6/6 z roku 1972. Účiník zde dosahuje hodnot 0,54 – 0,57 a měrná hmotnost 1,4. Jedná se o jediné zapojení s vysokým výkonem i při vysoké rychlosti, měrná hmotnost pak klesne až na 0,85 kg/kW.

#### Zapojení u vozidel s komutátorovými motory a regulací fázově řízenými usměrňovači

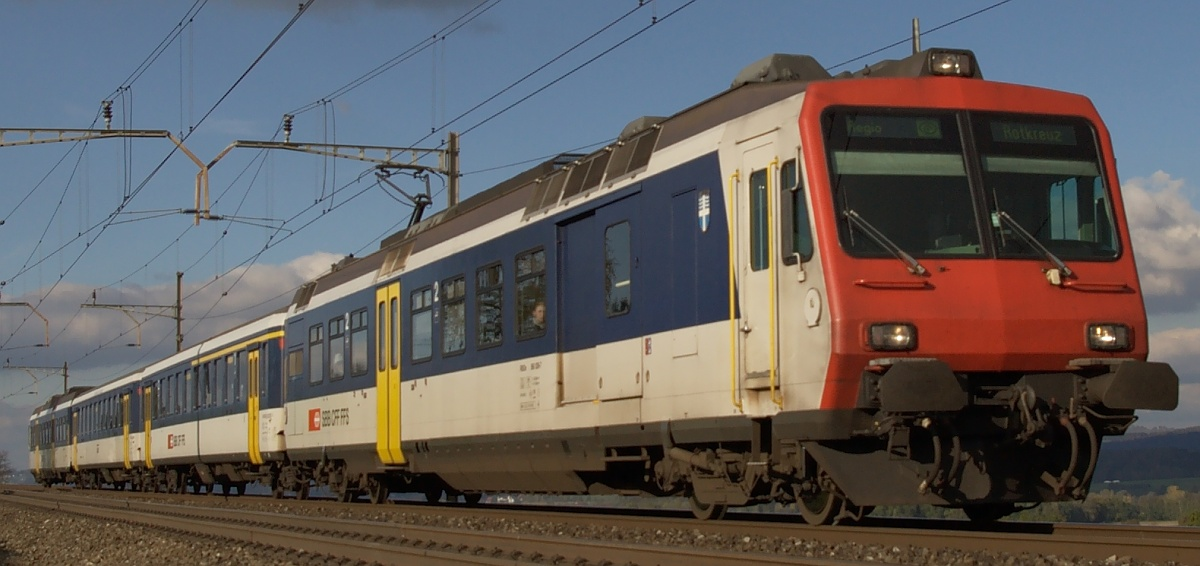
Jednotka NPZ

U těchto vozidel pracují motory v režimu brzdy jako cize buzené a předávají energii přes tlumící odpory a dva přidané tyristory do měniče a na vinutí transformátoru. Další dva tyristory jsou potřebné k otočení budícího napětí v měniči buzení. Tlumící odpory jsou nezbytné ke zvládnutí napěťových špiček v měniči při ztrátě napětí (např. při odskoku sběrače). Maří se v nich asi 10 % energie. Účiník je u tohoto zapojení asi 0,52, měrná hmotnost asi 0,3 kg/kW. Toto zapojení využívají elektrické jednotky NPZ z roku 1984.

#### Rekuperace u měničových vozidel

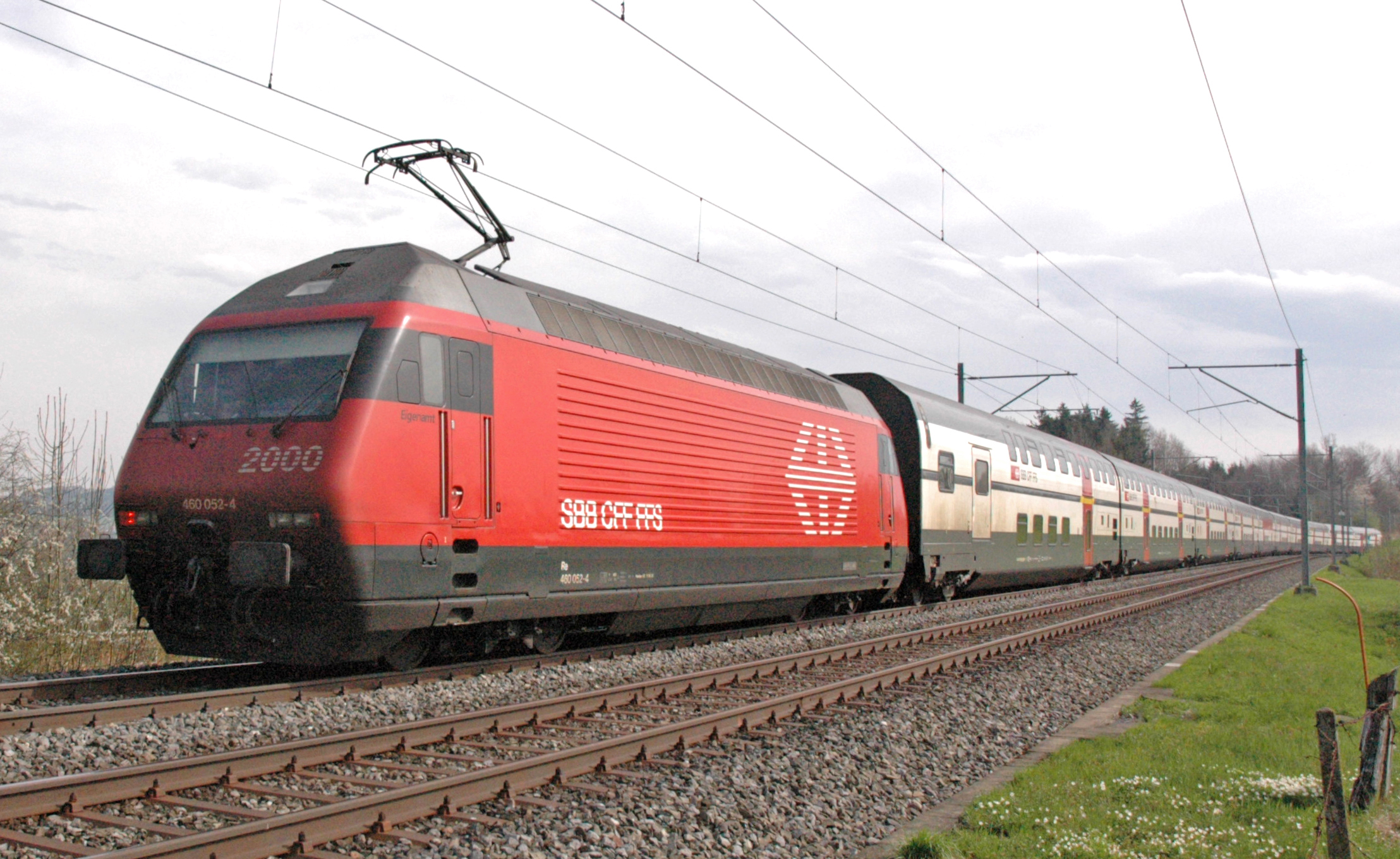
Lokomotiva SBB řady Re 460

Tato vozidla mohou rekuperačně brzdit již z principu, veškeré úpravy se omezují pouze na vhodné nastavení řídícího software. Účiník je až 0,98. Ve Švýcarsku byly prvními vozidly tohoto typu lokomotivy Re 460.

## Rekuperace ve stejnosměrné soustavě
Rekuperace ve stejnosměrné soustavě není v principu příliš složitá. U stejnosměrných komutátorových motorů je potřeba motory pracující v generátorickém režimu nabudit tak, aby indukované napětí na sběrači bylo vyšší, než napětí napájecí sítě. U moderních vozidel obstarají zvýšené napětí pulsní měniče a regulace napětí na sběrači se provádí brzdovým odporníkem napájeným přes vlastní polovodičový regulátor. Vozidlo tak brzdí potřebným výkonem a energie, kterou napájecí síť nepřijme, se maří v odporníku, jehož proud je regulován tak, aby napětí na sběrači nepřekročilo stanovenou mez. Měnírny nejsou vybaveny pro zpětný chod energie do veřejné distribuční sítě, proto musí být veškerá energie vyrobená při rekuperaci spotřebována v daném napájecím úseku anebo zmařena v odporníku. K napájecímu úseku je však možné připojit stabilní zařízení pro krátkodobé skladování vyrobené energie – akumulátor, superkapacitor, setrvačník.

### Rekuperace na ss soustavě na železnici
Rekuperace u ss soustavy má nevýhodu v použití poměrně nízkých napětí a tomu odpovídajících vysokých proudů. V případě rekuperace je pro využití rekuperované energie potřebné, aby se poměrně blízko nacházelo vozidlo, které tuto energii spotřebuje, jinak dochází ke značným ztrátám ve vedení. Další nevýhodou je nebezpečí vzdáleného zkratu. Rekuperující vozidlo v takové situaci napájí smyčku tvořenou dostatečně dlouhým trakčním a zpětným vedením, jejíž impedance tvoří přiměřenou zátěž. Rekuperující vozidlo v takovém případě ani nemůže svými detekčními prostředky zjistit vypnutí napájení trakčního vedení.
U ČSD byly rekuperační brzdou vybaveny elektrické jednotky EM 475.1. Tehdejší provoz nebyl dostatečně hustý a pokud se vyskytlo vozidlo, které by vyrobenou energii odebralo, elektrické oddělení napájení sudých a lichých kolejí tomu zabránilo. Proto se později rekuperace odstranila a nahradila třetím stupněm odporové brzdy. Dalšími vozidly s rekuperací na českých železnicích byly až po téměř 40 letech jednotky ř. 471.
Využití rekuperace na ss soustavě na českých železnicích má další překážku v podobě omezení maximálního napětí. Zatímco evropská norma obecně připouští krátkodobé zvýšení napětí až na 3 900 V, lokomotivy ČD (ČDC) jsou stavěny na horní mez napětí 3 600 V. Nejen že toto výrazně omezuje efektivitu rekuperace, ale i znesnadňuje použití rekuperace na síti Správy železnic u lokomotiv nastavených v souladu s evropskou normou. V současnosti (2019) je rekuperace  na hlavních ss tratích většinou povolena.

### Rekuperace v městské drážní dopravě
V Česku je rekuperace používána v pražském metru, kde velké množství zároveň provozovaných souprav a jejich častá akcelerace i zastavování vytvářejí pro rekuperaci přímo ideální podmínky. Dále je používána např. na tramvajové trati na Barrandov, která vykazuje velké stoupání a tramvaje jedoucí vzhůru mohou být částečně napájeny protijedoucími brzdícími tramvajemi jedoucími dolů.
Poznámka: Využití rekuperace u modernizovaných souprav metra na trasách A a B je možno přímo sledovat díky hlučnosti (pískotu) regulace brzdového odporníku. Pokud je energie při brzdění rekuperována, bývá při vjezdu do stanice slyšet u každého vozu krátké hvízdnutí regulátoru odporníku, které je způsobeno průjezdem elektrického dělení před stanicí – přerušení napájecí kolejnice je delší, než vzdálenost sběračů vozu, aby nedošlo k propojení. V době přepravních sedel není často odběr a proto je slyšet hvízdání měniče po celou dobu brzdění soupravy.

## Rekuperace na soustavě 25 kV 50 Hz
Rekuperace na této soustavě byla umožněna až nasazením vozidel s napájením a regulací trakčních motorů pomocí pulsních měničů. Dříve používané diodové usměrňovače spolu s odbočkovou regulací nedovolovaly zpětné vedení proudu, a pokud byla vozidla vybavena elektrodynamickou brzdou, jednalo se o brzdu odporovou.
Ve srovnání se systémem 15 kV 16,7 Hz se objevují dvě zásadní nevýhody. Induktance vedení je trojnásobná, takže ačkoliv jsou proudy pro daný výkon díky vyššímu napětí nižší, ztráty způsobené indukčností jsou naopak vyšší, takže celková energetická bilance rekuperace na obou soustavách je prakticky shodná. Druhá nevýhoda spočívá v napájení této soustavy z veřejné sítě. Aby železnice zatěžovala veřejnou distribuční síť rovnoměrně, je nezbytné, aby využívala co možná nejrovnoměrněji všechny tři fáze. Hnací vozidla tak nemohou využít rekuperovanou energii, pokud je rekuperující vozidlo v úseku napájeném z jiné fáze. Napájením z různých fází také vzniká nutnost budování neutrálních polí na styku napájecích úseků. V takových místech není ani možné rekuperační brzdu využít, proto by již ve fázi projektu mělo být pečlivě zváženo jejich umístění.
Kromě technických překážek se zde objevují i překážky obchodního charakteru. Distributoři zpravidla nejeví velký zájem o zpětný odkup energie, ať již z ryze obchodních důvodů nebo z důvodu náhodných výskytů těchto zdrojů energie (navíc zejména u starších vozidel s vyššími harmonickými a horším účiníkem), což navyšuje požadavky na regulaci celé sítě. V Československu byla v souvislosti s tehdy uvažovaným dvoustranným napájením instalována zpětná wattová relé kvůli ochraně před vyrovnávacími proudy. Ačkoliv zůstalo u jednostranného napájení, tato relé v transformátorovnách zůstala a proto byla rekuperace zakázána. Koncem roku 2008 byla zpětná relé v úsecích Horní Dvořiště – České Budějovice a Břeclav – Brno odpojena a byl zahájen zkušební provoz rekuperačního brzdění na lokomotivách ÖBB řada 1116 a 1216. O rok později byla povolena rekuperace až do Svitav. V současnosti (2022) je rekuperace  na 25kV tratích většinou povolena. Například Siemens Vectron na trati Kutná Hora- Brno Maloměřice dokáže vrátit do sítě za dobrých podmínek 1/4 spotřebované energie.

## Rekuperace u vozidel nezávislé trakce
Rekuperaci u vozidel poháněných spalovacími motory a elektrickým přenosem výkonu, a dále vozidel napájených sekundárními zdroji energie umožnil teprve bouřlivý rozvoj zásobníků elektrické energie na principu dvouvrstvých kondenzátorů – tzv. ultrakapacitorů a chemických akumulátorů energie. Zásobník energie musí mít malou měrnou hmotnost a malý měrný objem na jednotku akumulované energie vysokou účinnost. Tím musí respektovat požadavky na celkovou hmotnost a prostorovou náročnost vozidla. To znamená, že nesmí výrazně zvýšit hmotnost a omezit využitelnost vozidla. Dále musí mít velký počet vybíjecích a nabíjecích cyklů, velkou kapacitu, velkou proudovou zatížitelnost, schopnost pojmout energii dodávanou vysokým výkonem při zpomalování vozidla (vlaku) a vzápětí ji opět vydat při zrychlování. 

Zásobníky energie najdou uplatnění u lehkých motorových jednotek, kde u zastávkových vlaků mohou přinést úsporu až 60 % energie potřebného na rozjezd. Celková úspora paliva na úseku bude mnohem a mnohem menší. Finanční úsporu je možno zvýšit, pokud bude možno zajistit dobíjení akumulátoru energie v místech zastávek vozidla (vlaku). Elektrická energie dodaná z rozvodné sítě je mnohem levnější než elektrická energie získaná na vozidle z paliva. Využití zásobníků energie na vozidle s dobíjením na zastávkách je vhodným řešením pro tratě, kde není možno namontovat trolejové vedení. Příkladem jsou vozidla městské hromadné dopravy (tramvaje) v historických centrech měst s malou vzdáleností zastávek.

## Silniční vozidla
Rekuperaci využívá také systém KERS ve vozech Formule 1.